# Sophronica delamarei
Sophronica delamarei là một loài bọ cánh cứng trong họ Cerambycidae.